# Torre Urquinaona
La Torre Urquinaona és un gratacel situat al xamfrà de la plaça d'Urquinaona i el carrer de Roger de Llúria de Barcelona, inclòs a l'Inventari del Patrimoni Arquitectònic de Catalunya.

## Història
Va ser encarregada entre 1968 i 1970 per la immobiliària La Llave de Oro als arquitectes Antoni Bonet i Castellana (1913-1989) i Benet Miró i Llort. La idea de transformar el centre de la ciutat en un espai de negocis ple de gratacels, inspirat en el de les grans urbs nord-americanes, formava part del projecte urbanístic de Porcioles. És per això que la Torre Urquinaona ofereix una imatge del que la ciutat podria haver esdevingut en unes dècades del 1960 i 1970 dominades pel brutalisme i l'estètica kitsch.
L'octubre de 2023 es va col·locar a l'entrada de l'edifici l'escultura El Saltador, obra de Jordi Díez i Fernández, que representa un saltador de trampolí capbussant-se al mapa de Barcelona.

## Descripció
Amb 22 plantes, fa 70 m d'alçada, la màxima que permetien les ordenances per aquesta tipologia d'edifici durant el mandat de l'alcalde Josep Maria de Porcioles. És de planta octogonal, resolguent la seva localització en un xamfrà del Pla Cerdà. Amb influències de l'arquitectura americana, té una marcada verticalitat, potenciada per uns prismes asimètrics que segueixen el perfil de l'edifici. A la part superior, té una composició escultòrica, jugant amb els volums, com a remat de l'edificació i trenca amb aquesta verticalitat tan marcada d'aquest tipus de construccions.
Per tot l'exterior, els arquitectes van revestir-lo de gres fosc per a evitar l'enfosquiment que pateixen els materials de colors clars a causa de la contaminació.